# Limnophora annandalei
Limnophora annandalei este o specie de muște din genul Limnophora, familia Muscidae. A fost descrisă pentru prima dată de Malloch în anul 1921.
Este endemică în Thailand. Conform Catalogue of Life specia Limnophora annandalei nu are subspecii cunoscute.